# Идиократия
«Идиократия» (англ. Idiocracy; от «идиот» + др.-греч. κράτος «власть») — американская комедия 2006 года режиссёра и сценариста Майка Джаджа.

## Сюжет
В начале фильма рассказывается о влиянии естественного отбора на умственные способности и о причине численного превосходства глупых людей над умными.
Капрала Джо Бауэрса (Люк Уилсон), всю жизнь проработавшего военным библиотекарем в армии США, и проститутку Риту (Майя Рудольф) выбирают для участия в экспериментах по заморозке людей из-за их «обычности». Но вскоре про эксперимент все забывают, поскольку офицера Колинса (руководителя эксперимента) арестовали за сутенёрство.
Тем временем лаборатория закрывается, а на её месте открывается кафе «Fuddruckers». Одновременно происходит всеобщее отупение человечества и резкое увеличение численности населения, в результате чего средний уровень IQ в мире снизился со 110 баллов (на 2005 год) до 20 баллов (2505 год).
Вместе с отупением человечества произошла деградация страны в целом — промышленность, инфраструктура были разрушены, по всей территории США выросли огромные мусорные кучи, нет ни одного живого растения, основным развлечением населения является просмотр порнофильмов, а из кранов вместо воды течёт энергетический напиток Brawndo. Также в стране произошла гиперинфляция — так типичной долларовой банкнотой является банкнота номиналом 10 млн долларов, обыкновенный кофе латте в Starbucks 2505 года стоит 200 долларов, а стоимость одного разговора по телефону составляет 2000.
В результате обвала одной из таких мусорных куч камеры, в которых лежали замороженные Джо и Рита, открылись. Как оказалось, они пролежали в замороженном состоянии целых 500 лет, в течение которых мир сильно изменился (очевидно, что в худшую сторону). Джо Бауэрс, не понимая, где находится, попадает в квартиру одного из местных жителей Фрито Пендехо (Дэкс Шепард). Фрито, которого отвлекли от просмотра любимого сериала «Ой, мои яички», вышвыривает Джо на улицу.
Оказавшись в больнице, Джо получает непонятный диагноз и одновременно узнаёт, какой сейчас год. Естественно, что денег у Джо не было, и его арестовывают за неоплату лечения и отсутствие татуировки на левой руке (штрихкода).
При входе в кинотеатр Джо Бауэрсу бросаются в глаза необратимые изменения в качестве кинематографа, с которыми новые поколения людей уже вполне свыклись и не выражают протеста: под смех сидящих в зрительном зале посетителей и издаваемые с экрана звуки метеоризма демонстрируется фильм с названием «Ass», где в течение всех полутора часов его длительности показывается лишь соответствующая часть тела человека. Фильм срывает кассу и завоёвывает все награды, в том числе — «Оскар» за лучший сценарий.
Между тем, Рита, пользуясь тупостью населения, уже успешно зарабатывает деньги с помощью проституции, требуя полную предоплату.
Пока Джо находится в заключении, ему наносят штрихкод с «новым именем» Не Уверен (Sure, Not) из-за ошибки допущенной устройством идентификации. Затем он прошёл тест на IQ, с лёгкостью справившись со «сложной» задачей (подсчитать количество вёдер).
Джо сбегает из тюрьмы, сказав охранникам, что его выпускают, возвращается в квартиру Фрито и спрашивает у него, где находится машина времени, которая могла бы помочь Джо вернуться назад, в 2005 год. Фрито говорит, что знает, где она находится, но соглашается помочь Джо лишь после того, как он пообещал Фрито миллиарды долларов. Находясь в пути и разыскивая машину времени, Джо и Фрито встречают Риту.
Но Джо арестовывают опять и привозят в Белый Дом, для того, чтобы назначить его министром внутренних дел, поскольку по результатам теста IQ Джо оказался самым умным в мире человеком из ныне живущих. Президент США Двейн Элизондо Маунтин-Дью Герберт Камачо приказывает Джо решить такие проблемы, как нехватка урожая, пылевые бури и экономический кризис.
Первое время Джо никак не может понять, что от него требуют, но затем он случайно обнаруживает, что поля с посевами вместо воды поливают спортивным энергетическим напитком «Brawndo», производитель которого ранее приобрёл Комиссию США в сфере питания и лекарств и Федеральную комиссию по коммуникациям. После того, как Джо заменил энергетик обычной водой, снижение прибыли от продажи напитков и массовые увольнения в «Brawndo», на которую работает всё население страны, привели к беспорядкам, в результате чего Джо приговорили к «Ночи Реабилитации».
«Ночью Реабилитации» в мире идиократии называются гладиаторские бои с участием рестлеров и машин-монстров. В боях принимает участие «известнейший офицер» Биф Сьюприм (Эндрю Уилсон).
Рита замечает, что на земле, которую Джо приказал поливать обычной водой, всё же начало что-то расти, и Фрито удалось показать зрителям на экране стадиона молодые ростки.
Президент оправдывает Джо и назначает его вице-президентом. Далее оказалось, что «машина времени», которая упоминалась ранее, представляет собой весьма примитивный аттракцион в парке развлечений, оформленный в историческом стиле.
Вскоре Джо был избран президентом, Джо и Рита поженились, и Рита родила трёх самых умных в мире детей; Фрито, ставший вице-президентом США, женат 8 раз и является отцом 32 глупейших в мире детей.
В сцене после титров показывают, что существует ещё и третья криогенная камера, которая открывается, выпуская на волю Апгрейдда — бывшего сутенёра Риты.

## В ролях
| Актёр         | Роль                                                    |
| ------------- | ------------------------------------------------------- |
| Люк Уилсон    | Джо Бауэрс                                              |
| Майя Рудольф  | Рита                                                    |
| Дэкс Шепард   | Фрито                                                   |
| Терри Крюс    | президент США Дуэйн Элизондо Маунтин-Дью Герберт Камачо |
| Энтони Кампос | министр обороны                                         |
| Дэвид Херман  | госсекретарь США                                        |
| Эндрю Уилсон  | Биф Сьюприм                                             |
| Брендан Хилл  | министр энергетики                                      |
| Дэнни Кокрен  | министр образования                                     |
| Сара Рю       | генеральный прокурор США                                |
| Джастин Лонг  | доктор Лексус                                           |
| Эрл Мэнн      | рассказчик                                              |

## Прокат
Майк Джадж анонсировал выход фильма 5 августа 2005 года, но дата постоянно сдвигалась. В апреле 2006 года датой выхода было объявлено 1 сентября 2006 года, и несмотря на то, что в августе снова сообщалось о сдвиге, фильм вышел на экраны кинотеатров вовремя, но в результате давления Голливуда и угроз запретить показ релиз ограничился только шестью городами. (135 кинотеатров, тогда как обычные фильмы выходят на экраны 2500—3000 кинотеатров США). 20th Century Fox никак не продвигал фильм: не было ни постеров, ни телевизионной рекламы, ни анонсов. Возможно, сказались множество резких критических публикаций, обвиняющих фильм в фашизме и сексизме.
Кассовые сборы составили 444 093 доллара в 135 кинотеатрах в США.
Фильм был выпущен на DVD 9 января 2007 года в полноформатном и широкоформатном вариантах. По состоянию на февраль 2007 года фильм собрал 9 млн долларов в DVD-прокате, что более чем в 20 раз превышает ограниченный релиз в кинотеатрах.